# 直奔與你相約那溫柔的地方
《直奔與你相約那溫柔的地方》（君と約束した優しいあの場所まで）为三枝夕夏IN db的第六张单曲。

## 概要
- 自己首次为动画《名偵探柯南》演唱片头曲，首次进入公信榜10位以内的歌曲，也是销售记录最多的单曲。
- 从这首歌曲开始，从三枝夕夏独自演唱变为了4人乐队的形式。之后，JWELRY用韩语演唱。
- 在公信榜当天排位中，初排位5位。

## 收录歌曲
1. 君と約束した優しいあの場所まで
  - 作詞:三枝夕夏 / 作曲・編曲:小泽正澄
    - 日本电视台・读卖电视台动画《名偵探柯南》片头曲
2. I shall be released
  - 作詞:三枝夕夏 / 作曲:大野爱果 / 編曲:小澤正澄
3. Destiny wind blows
  - 作詞:三枝夕夏 / 作曲:三好誠 / 編曲:小澤正澄
4. Tears Go By (DJ ME-YA remix)
5. I can't see, I can't feel (Lee's feel mix)
6. 君と約束した優しいあの場所まで (inst.)

## 收录专辑
- 三枝夕夏 IN db 1st 〜君と約束した優しいあの場所まで〜
- THE BEST OF DETECTIVE CONAN 2 〜名探偵コナン テーマ曲集2〜
- 三枝夕夏 IN d-best 〜Smile&Tears〜
- GIZA studio 10th Anniversary Masterpiece BLEND 〜FUN Side〜
- U-ka saegusa IN db Final Best
- GIZA studio presents -Girls-

| 动画《名偵探柯南》片头曲 2003年8月25日 - 2004年3月15日 |                                             |                          |
| 前作: 倉木麻衣 《風的啦啦啦》                          | 三枝夕夏 IN db 《直奔與你相約那溫柔的地方》 | 次作: 愛内里菜 《START》 |